# 石牆組織
石牆平等有限公司（英語：Stonewall Equality Limited），又名石牆組織，1989年於英國成立的一個LGBT組織，也是歐洲最大的LGBT權利運動組織。名稱取自1969年於美國纽约市發生的石牆暴動。
石牆組織由一群反對1988年第28條修正案的人組成，其中包括伊恩·麥克連、麗莎·鮑爾等人。
在工黨於1997年選舉中大勝後，石牆組織開始了遊說行動。亦有許多成功案例如：廢除第28條修正案、開放LGBT族群當兵、擴大同志伴侶的收養和使用體外人工受精的權利等。

## 組織工作

### 1989-2010

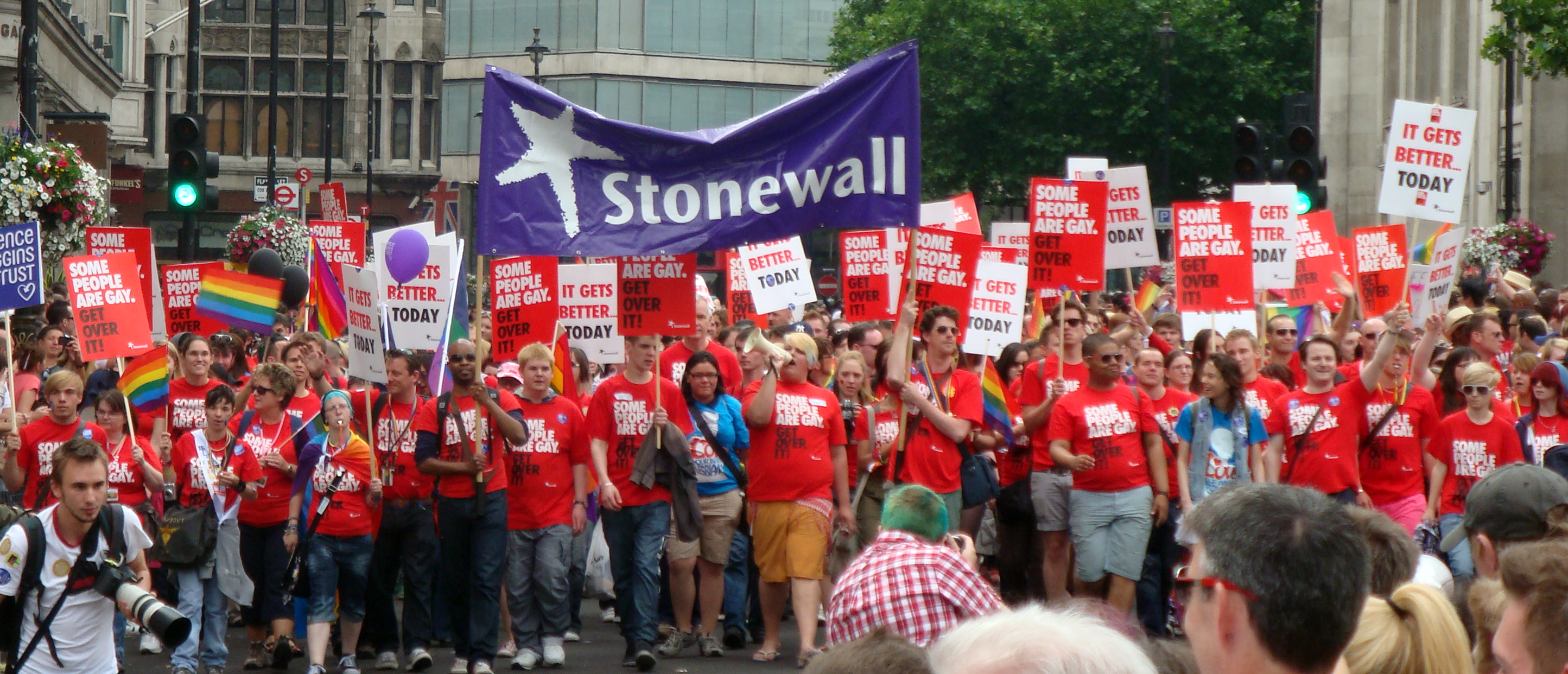
石牆組織在倫敦舉辦的同志遊行上合影，攝於2011年

#### 遊說、訴訟
在時任執行長安吉拉·梅森 的領導下，它成為英國最具影響力的LGBT遊說團體。在她任職期間，石牆組織支持歐洲人權法院的試驗案件如：
- 女同志麗莎·格蘭特起訴雇主 西南鐵路公司，要求與異性戀夫妻擁有相同福利，但最後並未成功。[4]
- 以普雷恩與貝克特訴訟案（英语：Lustig-Prean and Beckett v United Kingdom）成功挑戰英國政府對於LGBT族群當兵的禁令[5]。

而於此同時，梅森帶領石牆組織遊說而修正的法案包括：
- 於2000年廢除蘇格蘭地方政府法案第28條，也於2003年將英格蘭和威爾士地方政府法案的第28條廢除。[6]
- 2002年修訂兒童收養法，該法案往後將把同志視為異性戀者。[7]
- 2003年通過刑事司法法，承認恐同犯罪。
- 制定2004年民事伴侶關係法（英语：Civil Partnership Act 2004），為同志伴侶提供與民事婚姻同等的法律框架。[8]

#### 全民教育計劃
2005年，石牆組織發起了一項「全民教育計劃」，以解決學校中的同性戀恐懼症。他們的工作還包括宣導「有些人是同性戀　克服它！」的標語，該標語在英國各地的學校、看板、地鐵車廂和公車上都可以看見。

### 2010至今
石牆組織現今的工作重點主要是與其餘組織合作，為在家中、學校和工作中的LGBT族群爭取平等。且石牆組織針對雇主的「多元化冠軍計劃」已從100名成員增加到超過650名。曾參與該計劃的公司，包含超過400萬名員工，範圍從私人公司德勤、美國運通到公家機關英國皇家海軍、英國皇家空軍和軍情五處等。
石牆組織還在諸如恐同仇恨犯罪、女同志健康問題和足球中的恐同等領域發表了研究報告。

## 多元化冠軍計畫
2001年，石牆組織推出了多元化冠軍計畫，該計畫與900多個組織合作，以營造對同志社群來說更感到舒適的工作場所。這包括解決對LGBTQ+直接的歧視，以及不易察覺的異性戀主義思維。付費加入該計劃的公司將獲得一個用於宣傳的Logo，且該公司可以訪問石牆組織提供友善政策的資源庫，並讓石牆的員工審查他們的政策以了解該公司對LGBT的包容性 。
該計劃的成員會獲得關於其員工支持資料中使用字詞的建議，包括對中性語言的偏好，不過卻有矯枉過正的嫌疑。例如：將「母親」（mother）一詞替換為「已生育的家長」（parent who has given birth）。且若公司不遵守該準則，則石牆組織可能會將該公司踢出「對LGBT友好的前100名雇主」名單。
2005年2月，英國皇家海軍加入了石牆的多元化冠軍計畫，空軍、陸軍 亦緊隨其後。
2020 年，一名14歲女孩的和安全學校聯盟委任之律師就其對學校的仇恨犯罪指導及其與多元化冠軍計畫的關聯向皇家檢察署提出了司法審查，表示其過度偏袒跨性別者。此審查於2021年遭高等法院駁回。
2021年5月，在取消被稱作「恐跨」的喬·菲尼克斯教授的演講後，一份艾塞克斯大學內部報告指出，2010年平等法案僅保護已變性或打算變性的人，而非性別認同。石牆組織的批評者表示，這使得該組織在多元化冠軍計畫下的建議可能具有誤導性。
作為回應，石牆組織辯稱，該建議基於英國平等與人權委員會實踐準則，該準則已在該月早些時候得到法院判決的支持。

### 退出計畫
2021年5月，英國平等與人權委員會宣布將退出多元化冠軍計劃，理由是它不構成最佳性價比。委員會受訪時表示，他們捍衛「性別批判信念」的權利（即一個人的生理性別無法改變的信念）並不會影響我們維護跨性別者權利的承諾。時任婦女及平等事務部部長莉茲·特拉斯呼籲所有政府部門都應退出此計劃。
前英國國會議員，同時也是石牆組織創始者馬修·帕里斯表示，石牆已經「陷入跨性別問題及極端主義」，石牆組織的負責人南希·凱麗在言論自由和創始人的批評中捍衛了他們的立場，且將「性別批判信念」比做反猶太主義。
英國媒體將這場爭論描述為「有毒的」，且認為雙方都採取了越來越極端的立場。
到了11月，BBC表示為了保持公正立場報導，亦將退出多元化冠軍計畫。至此，已有數個英國公家機關退出。包括：平等與人權委員會、第4臺、英國通訊管理局、英國內閣辦公廳等。由Podcast諾蘭的調查報告第10集「BBC 離石牆太近了嗎？」可知，BBC在發布報導前，都需向石牆組織確認用詞是否恰當。
12月，倫敦大學學院決定退出該計畫，並稱加入該計畫可能會阻礙學術自由以及圍繞性和性別的討論。
2022年7月，英國教育部也退出了該計畫。且牛津大學在英國資訊專員辦公室施壓下被迫揭露從石牆組織那收到的工作場所平等分數及回饋。他們認為，石牆組織能夠通過其平等分數和多元化冠軍計畫，對參與公司運營政策產生很大程度的影響。這種影響可好可壞，若這樣的系統不透明，顯然存在被濫用的可能性。

## 爭議

### 2015年英國大選
在2015年英國大選前幾天，石牆組織因上傳一張競選文宣而受到批評，該圖片暗示只有工黨聲明將大力支持LGBT權益。英國自由民主黨黨魁史提芬·威廉斯表示他對這個嚴重誤導的文宣感到震驚。

### 多徹斯特酒店
衛報指出，石牆的CEO露絲·亨特因過於膽小而受到批評。例如在2014年時沒有加入抵制多徹斯特酒店的行列，該酒店為時任汶萊蘇丹哈山納·包奇亞的投資項目之一，而他批准了汶萊的新伊斯蘭教法，該法對同志、通姦和強暴等行為處以石刑。
而石牆組織在每日電訊報中宣布將不參加對該酒店的抵制時引起了廣泛關注。露絲·亨特辯稱，我們沒有「正式批准抵制」，我們只實施我們預估會有影響力的行動。

## 註解
1. ↑  試驗案件：為確立一項重要的法律原則或權利而提起的訴訟。此類訴訟通常是在當事人對案件事實均無爭議的情況下提起的，故有時也稱「合意訴訟」